# Modiolicola trabalis
Modiolicola trabalis is een eenoogkreeftjessoort uit de familie van de Lichomolgidae. De wetenschappelijke naam van de soort is voor het eerst geldig gepubliceerd in 1958 door Humes.